# 그레임 러벨
그레임 러벨(Graeme Revell, 1955년 10월 23일 ~ )은 뉴질랜드의 영화 음악 작곡가이다. 1980년대 산업/전자 그룹 SPK의 리더로 두각을 나타냈다. 1990년대부터 그는 주로 영화 악보 작곡가로 활동했다.
그는 리처드 커크 커리어 성취상(Richard Kirk Career Achievement Award)과 AACTA 어워드 수상을 포함하여 BMI 영화음악상을 여덟 차례 수상했다.